# 5e armée (Japon)
Pour les articles homonymes, voir 5e armée.
La 5e armée (第5軍, Dai-go gun) est une unité de l'armée impériale japonaise basée au Mandchoukouo durant la Seconde Guerre mondiale, mais elle a existé préalablement durant la guerre russo-japonaise.

## Histoire
La 5e armée est initialement créée le 15 janvier 1905 à la fin de la guerre russo-japonaise sous le commandement du général Kawamura Kageaki à partir de la 11e division et de trois brigades de réserve. Elle participe avec succès à la bataille de Mukden où elle flanque l’aile gauche des Russes. Elle est dissoute à Mukden en janvier 1906 après la victoire finale et la signature du traité de Portsmouth.
La 5e armée est recréée le 7 décembre 1937 au début de la seconde guerre sino-japonaise au Mandchoukouo en tant que force de garnison des frontières orientales contre de possibles incursions de l'armée rouge soviétique. Étant basé dans l'est de la région, elle ne participe pas à la bataille de Khalkhin Gol et est temporairement dissoute le 26 février 1938. Elle est rétablie le 19 mai 1939 sous le contrôle direct de l'État-major de l'armée impériale japonaise. Elle passe ensuite sous le contrôle de la 1re armée régionale au sein de l'armée japonaise du Guandong et est principalement utilisée comme force d'entraînement et de garnison. À la vue de la détérioration de la situation militaire du Japon en Asie du Sud-Est, la plupart de ses unités expérimentées et de son équipement est transférée dans d'autres troupes.
Durant l'invasion soviétique de la Mandchourie, ses forces sous-équipées et pauvrement entraînées ne peuvent rien faire contre les divisions aguerries de l'armée rouge et sont forcées de reculer. Elles se trouvent dans la province d'Andong (en) près de la frontière coréenne au moment de la reddition du Japon. Elle est officiellement dissoute à Jixi.

## Commandement

### Commandants
|   | Nom                                       | De                | À                 |
| - | ----------------------------------------- | ----------------- | ----------------- |
| 1 | Général Kawamura Kageaki                  | 15 janvier 1905   | janvier 1906      |
| X | dissoute                                  |                   |                   |
| 2 | Général Motoo Furushō                     | 8 décembre 1937   | 26 février 1938   |
| X | dissoute                                  |                   |                   |
| 3 | Général Kenji Doihara                     | 19 mai 1939       | 28 septembre 1940 |
| 4 | Lieutenant-général Shigeichi Hada         | 28 septembre 1940 | 15 octobre 1941   |
| 5 | Lieutenant-général Jō Iimura              | 15 octobre 1941   | 29 octobre 1943   |
| 6 | Lieutenant-général Toshimichi Uemura      | 29 octobre 1943   | 27 juin 1944      |
| 7 | Lieutenant-général Shimizu Tsunenori (en) | 27 juin 1944      | Septembre 1945    |

### Chef d'état-major
|   | Nom                                  | De               | À                |
| - | ------------------------------------ | ---------------- | ---------------- |
| 1 | Major-général Uchiyama Kojirō        | 15 janvier 1905  | janvier 1906     |
| X | dissoute                             |                  |                  |
| 2 | Lieutenant-général Masatake Shina    | 8 décembre 1937  | 26 février 1938  |
| X | dissoute                             |                  |                  |
| 3 | Lieutenant-général Shizuo Kurashige  | 19 mai 1939      | 9 mars 1940      |
| 4 | Lieutenant-général Shiro Makino (en) | 9 mars 1940      | 24 avril 1941    |
| 5 | Lieutenant-général Senichi Tasaka    | 24 avril 1941    | 1er juillet 1942 |
| 6 | Major-général Masazumi Inada         | 1er juillet 1942 | 22 février 1943  |
| 7 | Lieutenant-général Tadasu Kataoka    | 22 février 1943  | 3 août 1944      |
| 8 | Major-général Shigesada Kawagoe      | 3 août 1944      | Septembre 1945   |